# معراج پورتقی
معراج پورتقی (زادهٔ ۲۵ اسفند ۱۳۷۶ در تنکابن) بازیکن فوتبال اهل ایران است که در پست مهاجم برای باشگاه فوتبال خوشه طلایی در لیگ برتر خلیج فارس بازی می‌کرد.
وی سابقه حضور در تیم امید استقلال تهران نیز در کارنامه دارد و در دوران وینفرید شفر به فهرست تیم اصلی هم راه یافت ولی فرصت بازی پیدا نکرد تا اینکه در پاییز ۱۳۹۹ در تیم شهر خودرو شاگرد هم‌تیمی سابق خود، مهدی رحمتی شد و نخستین بازی خود در لیگ برتر را مقابل باشگاه فوتبال پیکان انجام داد. وی همچنین در دومین تجربه بازی خود در لیگ برتر مقابل صنعت نفت آبادان، دقایقی پس از ورود به زمین موفق به گلزنی شد. و هم چنین در بازی با ماشین‌سازی تبریز هم در دقایق پایانی موفق به گلزنی شد.